# نبرد دریاچه وادیمو
نبرد دریاچه وادیمو نبردی بود که در ۳۱۰ قبل از میلاد میان جمهوری روم و اتروسک‌ها رخ داد. این نبرد بزرگ برای همیشه به جنگ میان این دو ملت خاتمه بخشید و اقتدار اتروسک را از میان برد.